# Russisch-Türkischer Krieg (1676–1681)

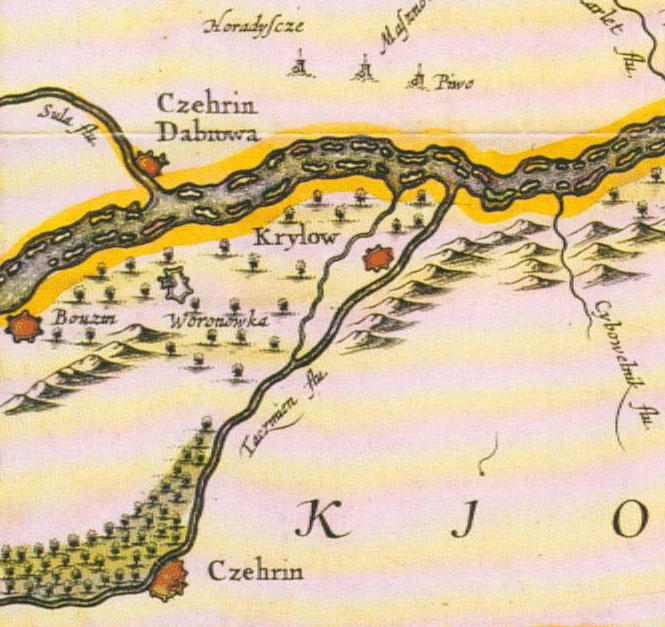
Tschyhyryn etwa 1663

Der Russisch-Türkische Krieg 1676–1681 (auch als 1. Russischer Türkenkrieg bezeichnet) war ein Krieg zwischen dem Osmanischen Reich und dem Russischen Zarenreich um die Vorherrschaft über die Ukraine. Gleichzeitig kämpften Führer der dort ansässigen Kosaken um die Vereinigung des Hetmanats unter ihrer Herrschaft, auf Seiten der Osmanen standen weiterhin die Krimtataren. Vorangegangen war der Osmanisch-Polnische Krieg 1672–1676, in dem die Osmanen Podolien erobert hatten.
Es war eine frühe Auseinandersetzung in einer langen Reihe von Russisch-Türkischen Kriegen.

## Verlauf
Am Anfang des Krieges nahm der westukrainische Hetman und osmanische Vasall Petro Doroschenko die Stadt Tschyhyryn am rechten Dnepr-Ufer (die frühere Hauptstadt Bohdan Chmelnyzkyjs) ein, wurde aber von überlegenen russisch-kosakischen Truppen unter Iwan Samojlowytsch und Grigori Rodomanowski geschlagen und gefangen genommen. Im folgenden Jahr wurde Tschyhyryn von einer osmanischen Armee unter Ibrahim Pascha belagert. Ziel der Osmanen war die Einsetzung von Jurij Chmelnyzkyj als Hetman der ganzen Ukraine und osmanischer Vasall. Die Verteidiger konnten die Stadt jedoch halten. Erst im Sommer 1678 gelang einer Armee unter Großwesir Kara Mustafa Pascha die Einnahme der Stadt, die dabei großenteils zerstört wurde. Aufgrund der Kriegsverheerungen im umliegenden Gebiet und hoher Verluste musste sie aber bald wieder aufgegeben werden.

## Friedensschluss
Der Krieg wurde mit dem Vertrag von Bachtschyssaraj vom 13. Januar 1681 beendet, der einen 20-jährigen Waffenstillstand vorsah. Der Dnepr wurde als Demarkationslinie festgelegt, während das Gebiet zwischen Bug und Dnepr unbesiedelt bleiben sollte. Die dort lebenden Kosaken wurden auf das linke (östliche) Ufer umgesiedelt. Das Osmanische Reich behielt Podolien, das Gebiet um Brazlaw sowie das Gebiet südlich von Kiew und erkannte die russische Oberhoheit über das linke Dnepr-Ufer und das Gebiet der Saporoscher Kosaken an.